# Fedor Lazarenko
Fedor Lazarenko (* 4. března 1966) je bývalý moldavský zápasník – judista, který od roku 1998 reprezentoval Kanadu.

## Sportovní kariéra
V sovětské mužské reprezentaci se pohyboval od poloviny osmdesátých let dvacátého století v superlehké váze do 60 kg. Do užšího výběru reprezentace se však neprosazoval. Zastupoval Moldavskou SSR. Od roku 1990 startoval v pololehké váze do 65 kg. Po rozpadu Sovětského svazu v roce 1991 reprezentoval samostatné Moldavsko. V roce 1993 se po mistrovství světa v kanadském Hamiltonu rozhodl v Kanadě zůstat. Usadil se v kanadské provincii Saskatchewan, kde působil nejprve v klubu Koseikan v Moose Jaw a později našel útočiště ve městě Prince Albert. V průběhu roku 1997 obdržel kanadské občanství a krátce Kanadu reprezentoval. Sportovní kariéru ukončil v roce 2002 bez olympijské účasti. Věnuje se trenérské práci.

## Výsledky
| Turnaj                  | Moldavsko      | Moldavsko      | Moldavsko      | Moldavsko      | Moldavsko      | Kanada         | Kanada         |
| Turnaj                  | 1993           | 1994           | 1995           | 1996           | 1997           | 1998           | 1999           |
| Turnaj                  | 27             | 28             | 29             | 30             | 31             | 32             | 33             |
| Turnaj                  | pololehká váha | pololehká váha | pololehká váha | pololehká váha | pololehká váha | pololehká váha | pololehká váha |
| ----------------------- | -------------- | -------------- | -------------- | -------------- | -------------- | -------------- | -------------- |
| Olympijské hry          |                |                |                | —              |                |                |                |
| Mistrovství světa       | úč.            |                | —              |                | —              |                | —              |
| Panamerické hry         |                |                |                |                |                |                | —              |
| Mistrovství Evropy      | 3.             | —              | —              | úč.            | —              |                |                |
| Panamerické mistrovství |                |                |                |                |                | —              | 5.             |